# Municipio de Gorton
El municipio de Gorton (en inglés: Gorton Township) es un municipio ubicado en el condado de Grant en el estado estadounidense de Minnesota. En el año 2010 tenía una población de 49 habitantes y una densidad poblacional de 0,55 personas por km².

## Geografía
El municipio de Gorton se encuentra ubicado en las coordenadas 45°53′30″N 96°11′32″O / 45.89167, -96.19222. Según la Oficina del Censo de los Estados Unidos, el municipio tiene una superficie total de 89.55 km², de la cual 89,55 km² corresponden a tierra firme y (0 %) 0 km² es agua.

## Demografía
Según el censo de 2010, había 49 personas residiendo en el municipio de Gorton. La densidad de población era de 0,55 hab./km². De los 49 habitantes, el municipio de Gorton estaba compuesto por el 100 % blancos. Del total de la población el 0 % eran hispanos o latinos de cualquier raza.